# Arise (musikgrupp)
Arise är ett melodisk death metal/thrash metal-band från Alingsås och Göteborg.

## Historia
Arise bildades 1996 i Alingsås under annat namn, och fick namnet Arise 1998 då första demon släpptes. Tredje demon Abducted Intelligence spelades in i Los Angered Recordings 2000 och blev Månadens Demo i Close-Up Magazine.
2001 signades bandet av Spinefarm Records / Spikefarm (fi) och släppte första skivan The Godly Word of Art. Bandet blev samma år nominerade till Rockbjörnen. Andra skivan kom 2003 och heter Kings of the Cloned Generation. Spinefarm Records har nu blivit uppköpta av den stora skivbolagskoncernen Universal Records.
Tredje skivan spelades in och släpptes 2005, namnet på den är The Beautiful New World. Denna fick bland annat betyget 9/10 i tidskriften Terrorizer Magazine.

## Medlemmar
Senaste kända medlemmar
- L-G Jonasson – sologitarr (1996–?)
- Daniel Bugno – trummor (1996–?)
- Kai L (Kaj Leissner) – basgitarr (2006–?)
- Patsy (Patrik Johansson) – sång (2006–?)
- Sternberg (Mattias Svanborg) – gitarr (2006–?)

Tidigare medlemmar
- Patrik Skoglöw – basgitarr (1996–2005)
- Erik Ljungqvist – sång, gitarr (1996–2005)
- Björn Andvik	– sång (1996)
- Jörgen Sjölander – sång (1996)

## Diskografi
Demo
- 1998 – Arise
- 1999 – Statues
- 1999 – Resurrection
- 2000 – Hell's Retribution
- 2000 – Abducted Intelligence

Studioalbum
- 2001 – The Godly Word of Art
- 2003 – Kings of the Cloned Generation
- 2005 – The Beautiful New World
- 2010 – The Reckoning